# Josep Castells i Guardiola
Josep Castells i Guardiola (Barcelona, 27 de maig de 1925 - 30 de juliol de 2018) fou un químic català. El 1950 es doctorà en ciències químiques a la Universitat de Madrid i el 1956 en filosofia a la Universitat de Manchester. El mateix any fou investigador associat a la Universitat d'Oxford.
Va treballar com a professor d'investigació al Consell Superior d'Investigacions Científiques (CSIC) alhora que de 1969 a 1975 fou catedràtic de química orgànica a la Universitat Autònoma de Barcelona i de 1975 a 1990 i a la Universitat de Barcelona, d'on fou catedràtic emèrit des que es va jubilar.
El 1978 ingressà com a membre numerari a la Secció de Ciències i Tecnologia de l'Institut d'Estudis Catalans. De 1991 a 2003 fou delegat de l'IEC a la Junta Directiva de l'Associació Catalana de Ciències de l'Alimentació. El 1984 ingressà també a la Reial Acadèmia de Ciències i Arts de Barcelona i a la Real Academia de Ciencias Exactas, Físicas y Naturales. El 1989 va rebre la Medalla Narcís Monturiol de la Generalitat de Catalunya i el 1996 el premi Solvay i la Medalla d'Or al mèrit científic.
Va ser pioner en l'ús de tècniques espectroscòpiques (ultraviolat, infraroig, ressonància magnètica nuclear) aplicades a la química orgànica i se'l considera introductor d'aquesta tècnica a Espanya i a Xile com a expert de la UNESCO. El seu camp de recerca s'ha centrat en l'espectroscòpia, en la síntesi en fase sòlida i en els polímers funcionalitzats en el treball químic orgànic, basat en la modalitat "química combinatòria".

## Obres
- Química general (1981)
- Teoría orbitálica de las reacciones químicas (1983)
- Aspectes microcòsmics i macroscòpics de la reacció química (1984)
- Química general i bioorgànica (1986)
- En busca de un lenguaje químico correcto (1991)
- El futbolà i els ful·lerens (1997)
- L'àtom i la molècula (2004), traducció de l'obra de Gilbert N. Lewis.